# Sundasciurus steerii
Sundasciurus steerii là một loài động vật có vú trong họ Sóc, bộ Gặm nhấm. Loài này được Günther mô tả năm 1876.